# Édouard Monestès

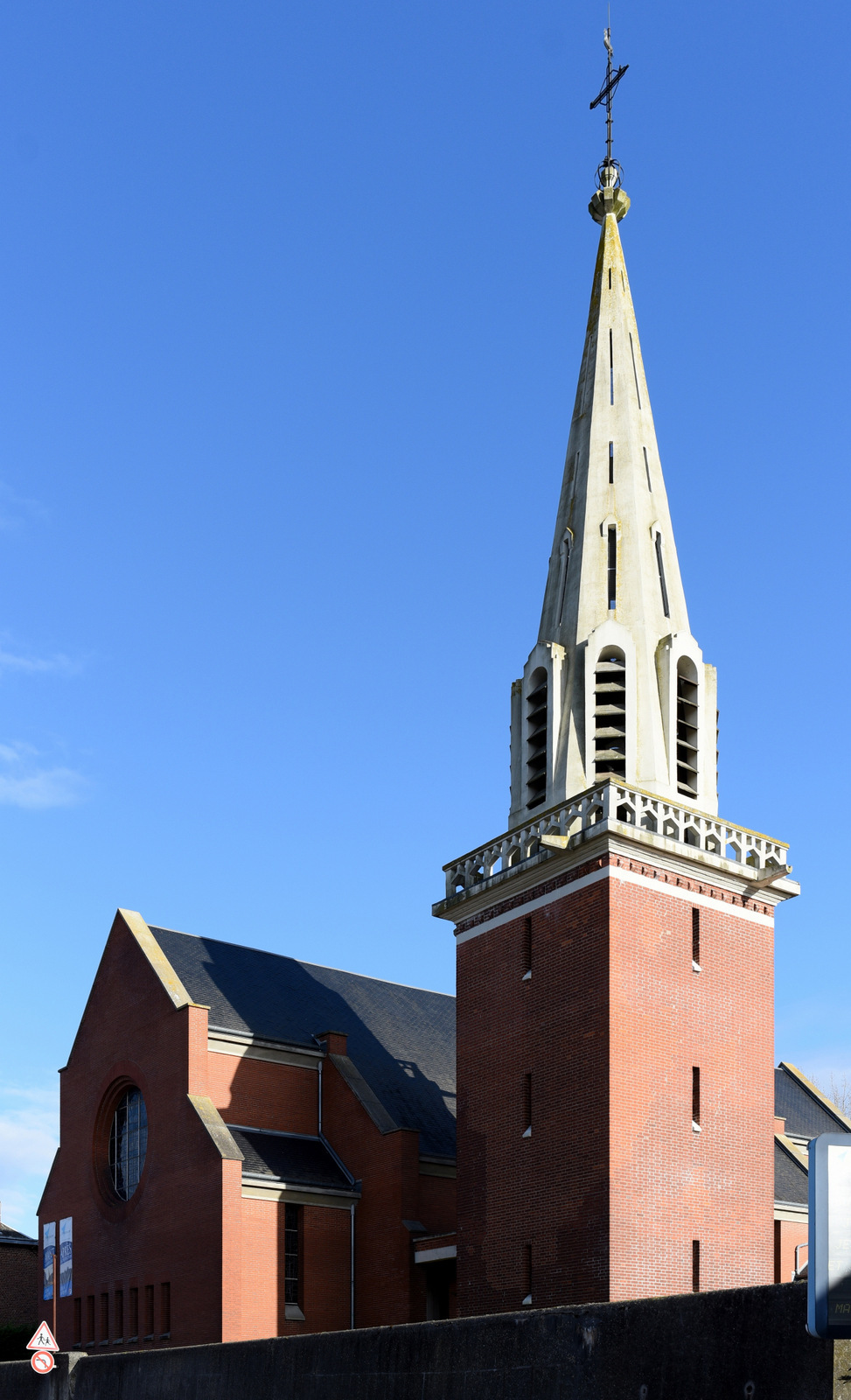
Eglise de Quessy dans l'Aisne. 1932. Retouchée après 1945.

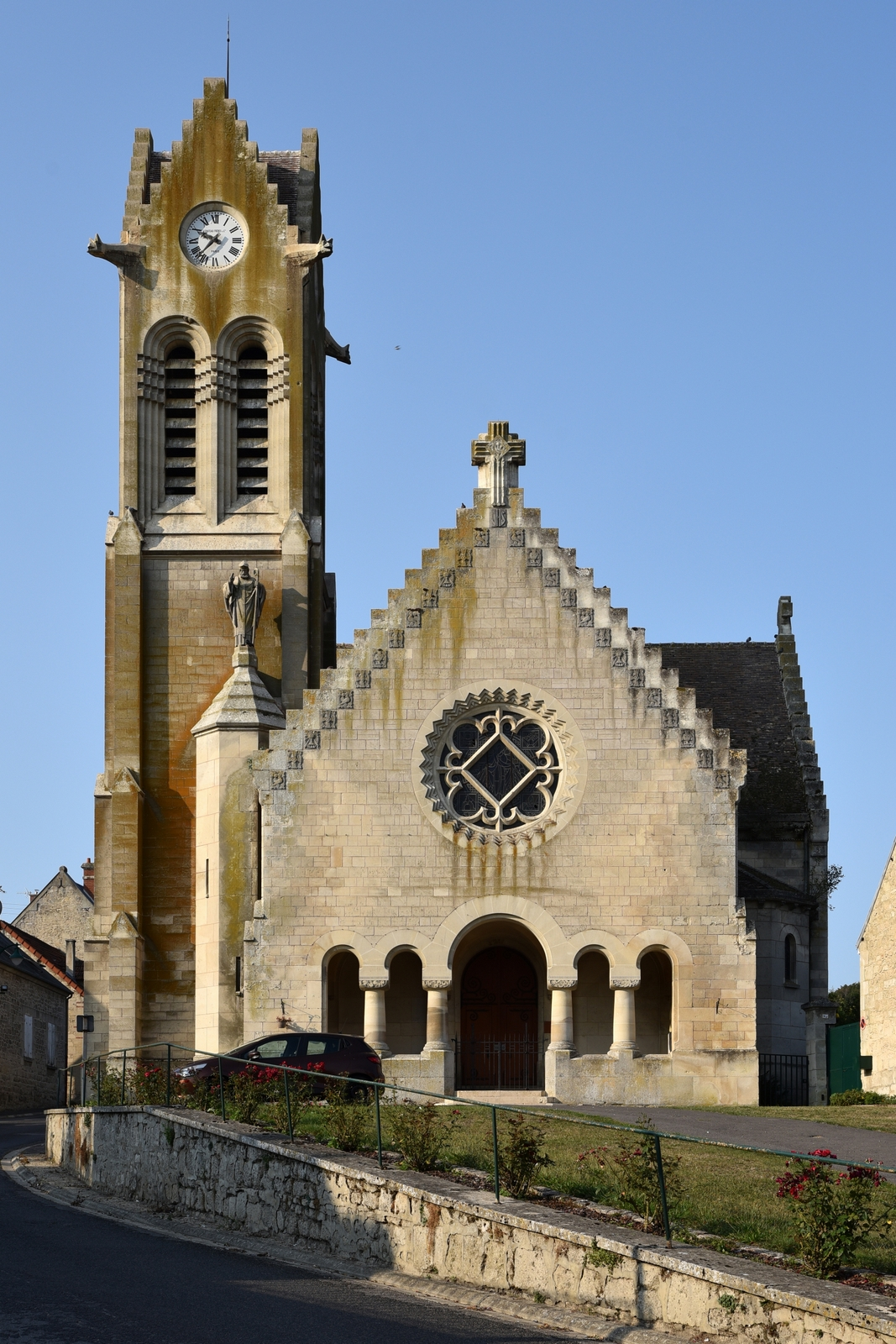
Eglise de Ciry-Salsogne

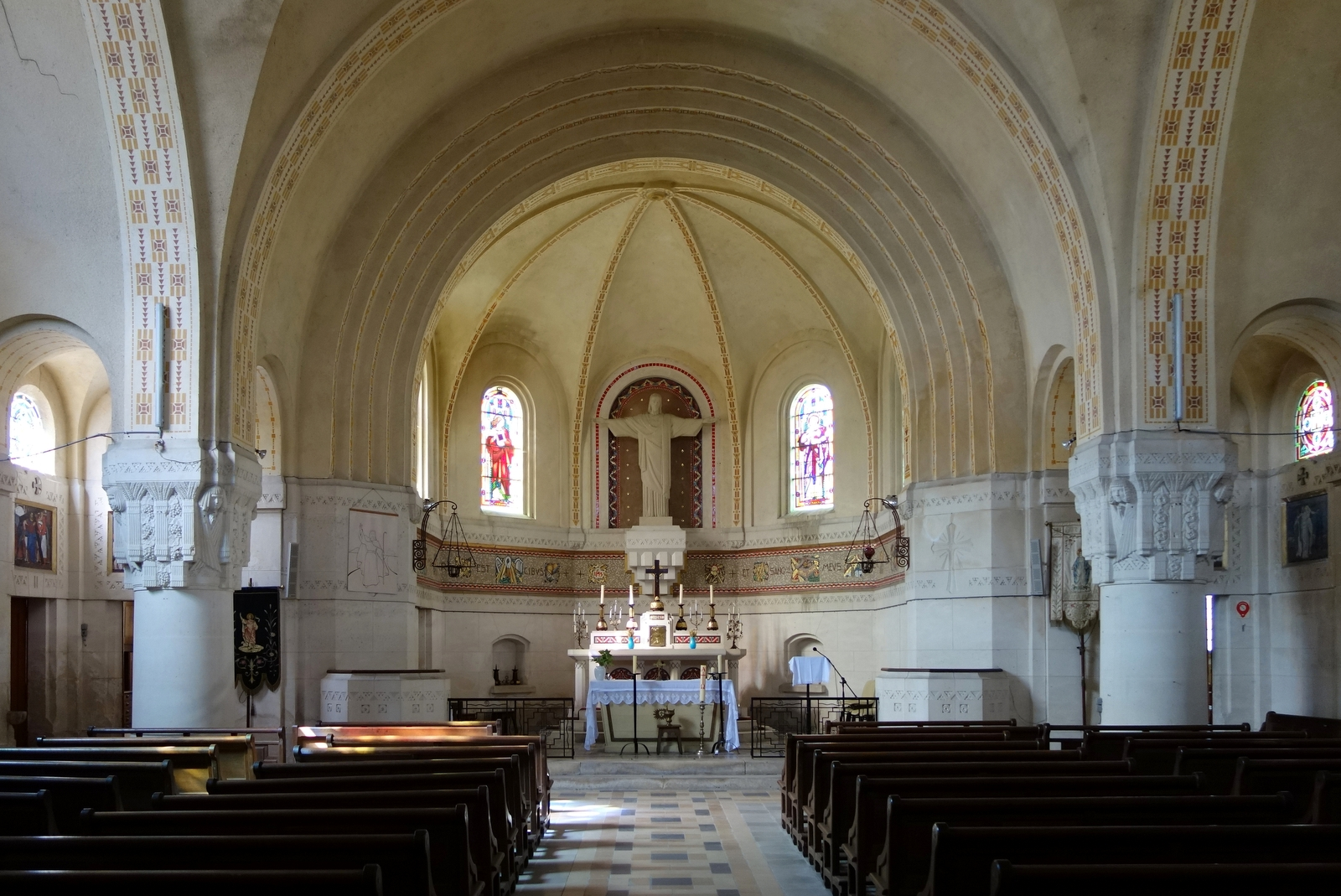
Intérieur de l'église Saint-Martin de Ciry-Salsogne

Édouard Monestès, né à Chambéry le 4 avril 1885 et mort à Paris le 19 septembre 1944,, était un architecte français.

## Biographie
Il a notamment réalisé de nombreuses églises et monuments aux morts. Il a aussi travaillé pour l'Œuvre des Chantiers du Cardinal.

## Œuvre
- Église Saint-Martin de Ciry-Salsogne
- Église Sainte-Benoîte de Craonnelle
- Église Saint-Rémi de Fontenoy
- Église de Rollot (Somme)
- Église de Quessy
- Statue de la butte de Vauquois